# Dheepan
Dheepan es una película dramática francesa de 2015, dirigida por Jacques Audiard. La película fue inspirada en parte por las Cartas Persas de Montesquieu. Ganó la Palma de Oro en el Festival de Cine de Cannes 2015. La música ha sido compuesta por Nicolas Jaar. La película es la historia de tres refugiados tamiles de
Sri Lanka que salen de Sri Lanka y se dirigen a París.

## Argumento
Narra la historia de un guerrillero tamil de Sri Lanka que huye a Francia y acaba trabajando de cuidador a las afueras de París.

## Reparto
- Antonythasan Jesuthasan como Dheepan.
- Kalieaswari Srinivasan como Yalini.
- Claudine Vinasithamby como Illayaal.
- Vincent Rottiers como Brahim.
- Marc Zinga como Youssouf.
- Tarik Lamli como Mourad.

## Recepción
La película ganó la Palma de Oro en el Festival de Cannes de 2015. Después de ganar el premio Audiard dijo: "Para recibir un premio de los hermanos Coen es algo bastante excepcional. Estoy muy emocionado".
Según el crítico Andrew Pulver, la película "no puede ser la película más inmediata, electrizante del director, sino en su manera discreta, es una obra inmensamente poderosa". Al comentar sobre la película, el crítico Jason Gorber señala que, además de que representa las experiencias de los inmigrantes y la integración, la película "es polémica sin ser didáctica, y su mensaje sobre el espíritu humano y cómo las conexiones de amor pueden florecer en las formas más sorprendentes es muy conmovedor". The Independent la calificó como "una película radical y sorprendente que convierte el pensamiento convencional sobre los inmigrantes en su cabeza".

## Premios y nominaciones
| Año  | Categoría                        | Resultado |
| ---- | -------------------------------- | --------- |
| 2015 | Palma de Oro a la mejor película | Ganador   |

| Año  | Categoría                                | Resultado |
| ---- | ---------------------------------------- | --------- |
| 2015 | Mejores estrenos fuera de Estados Unidos | Incluida  |

| Año  | Categoría          | Resultado |
| ---- | ------------------ | --------- |
| 2015 | Premio del Público | Ganadora  |

| Año  | Categoría              | Persona nominada                              | Resultado |
| ---- | ---------------------- | --------------------------------------------- | --------- |
| 2016 | Mejor película         | Mejor película                                | Nominada  |
| 2016 | Mejor dirección        | Jacques Audiard                               | Nominado  |
| 2016 | Mejor actor            | Antonythasan Jesuthasan                       | Nominado  |
| 2016 | Mejor actor secundario | Vincent Rottiers                              | Nominado  |
| 2016 | Mejor guion original   | Thomas Bidegain, Noé Debré y Jacques Audiard  | Nominados |
| 2016 | Mejor sonido           | Cyril Holtz, Daniel Sobrino y Valérie de Loof | Nominados |
| 2016 | Mejor fotografía       | Eponine Momenceau                             | Nominada  |
| 2016 | Mejor montaje          | Juliette Welfling                             | Nominada  |
| 2016 | Mejor decorado         | Michel Barthélémy                             | Nominado  |

| Año  | Categoría                           | Resultado |
| ---- | ----------------------------------- | --------- |
| 2016 | Premio Marimbas a la mejor película | Ganadora  |

| Año  | Categoría       | Persona nominada | Resultado |
| ---- | --------------- | ---------------- | --------- |
| 2016 | Mejor película  | Mejor película   | Nominada  |
| 2016 | Mejor dirección | Jacques Audiard  | Nominado  |

| Año  | Categoría                 | Resultado |
| ---- | ------------------------- | --------- |
| 2016 | Mejor película extranjera | Nominada  |

| Año  | Categoría              | Persona nominada | Resultado |
| ---- | ---------------------- | ---------------- | --------- |
| 2016 | Mejor actor secundario | Marc Zinga       | Nominado  |

| Año  | Categoría   | Persona nominada        | Resultado |
| ---- | ----------- | ----------------------- | --------- |
| 2016 | Mejor actor | Jesuthasan Antonythasan | Nominado  |